# Ricania consanguinea
Ricania consanguinea är en insektsart som beskrevs av William Lucas Distant 1909. Ricania consanguinea ingår i släktet Ricania och familjen Ricaniidae. Inga underarter finns listade i Catalogue of Life.